# Ярославський деканат
Ярославський деканат — колишня структурна одиниця Перемишльської єпархії греко-католицької церкви з центром в м. Ярославі. Очолював деканат декан.

## Територія
В 1936 році в Ярославському деканаті було 14 парафій:
1. Парафія с. Боратин з філією в с. Добковичі та приходом у с. Тапин;
2. Парафія с. Ветлин;
3. Парафія с. Висоцько;
4. Парафія с. В'язівниця та приходом у с. Нелипковичі, с. Пивода, с. Шівсько Велике, с. Шівсько Мале;
5. Парафія с. Корениця;
6. Парафія с. Лази з філією в с. Дуньковичі;
7. Парафія с. Ляшки Довгі;
8. Парафія с. Маковиско з філією в с. Бобрівка;
9. Парафія с. М'якиш Новий з філією в с. М'якиш Старий та приходом у с. Тухля;
10. Парафія с. Полкині з приходом у с. Воля Полкинська, с. Вербна;
11. Парафія с. Ришкова Воля з приходом у с. Сурмачівка;
12. Парафія с. Сурохів з філією в с. Конячів та приходом у с. Собятин;
13. Парафія с. Цетуля, з філією в с. Радава;
14. Парафія м. Ярослав з приходом у с. Кругель Павлосівський, с. Щитна, с. Тивонія, с. Кидаловичі, с. Павлосів, с. Мунина, с. Сотна.

### Декан
- 1936 — Хотинецький Кипріян в Ярославі.

### Кількість парафіян
1936 — 25 602 особи.
Деканат було ліквідовано в травні 1946 р. після примусового виселення етнічних мешканців — українців, арешту парохів і декана.